# Luca Cordero di Montezemolo
Luca Cordero di Montezemolo (Bologna, 31 agosto 1947) è un imprenditore, dirigente d'azienda ed ex politico italiano.
È stato presidente della Ferrari S.p.A. dal 1991 al 2014 e della Ferrari N.V. dal 2013 al 2014, ricoprendo anche l'incarico di amministratore delegato fino a settembre 2006; fondatore e presidente della società Nuovo Trasporto Viaggiatori e, dall'ottobre 2012, vicepresidente di UniCredit. È stato presidente della Federazione Italiana Editori Giornali (FIEG) dal 2001 al 2004, presidente della Confindustria dal 25 maggio 2004 al 13 marzo del 2008, presidente della Fiat dal 2004 al 2010, presidente di Maserati dal 1997 al 2005, presidente di Alitalia da novembre 2014 a marzo 2017. Dal 10 febbraio 2015 all'autunno 2017 è stato presidente del comitato promotore della candidatura di Roma a città organizzatrice dei Giochi olimpici estivi del 2024. Dall'aprile 2018 è presidente di Manifatture Sigaro Toscano S.p.A. È presidente del Consiglio di Amministrazione di Fondazione Telethon. Il 27 giugno 2025 viene nominato direttore della McLaren Group, holding che comprende le società McLaren, McLaren Automotive e McLaren Electronic Systems.

## Biografia
Primogenito dei tre figli di Massimo Cordero, marchese di Montezemolo (Rosignano Marittimo, 23 dicembre 1920 - Roma, 14 maggio 2009) e di Clotilde Neri (Bologna, 26 agosto 1922 - 2017), Luca di Montezemolo appartiene alla famiglia nobile piemontese dei Cordero marchesi di Montezemolo, della quale sono rappresentanti il Colonnello Giuseppe Cordero Lanza di Montezemolo, vittima alle Fosse Ardeatine, e il cardinale Andrea Cordero Lanza di Montezemolo, figlio del precedente, nonché Massimo Cordero di Montezemolo, politico che fu senatore del Regno di Sardegna.

### Gli studi e le attività sportive

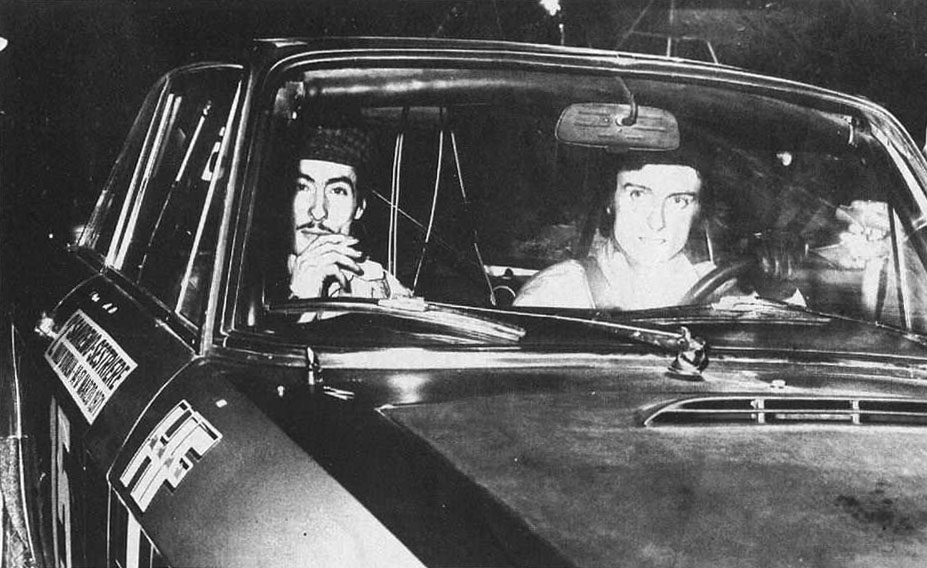
Montezemolo (a destra) e il suo navigatore Daniele Audetto, su Lancia Fulvia 1.6 Coupé HF, alla partenza del Rally Sanremo-Sestriere 1971.

In età adolescenziale entra al Collegio Navale Francesco Morosini di Venezia, senza però terminare il triennio; in seguito prosegue gli studi al liceo classico dell'Istituto Massimiliano Massimo di Roma negli stessi anni di Giancarlo Magalli e Mario Draghi. Si laurea in Giurisprudenza all'Università degli Studi di Roma "La Sapienza" nel 1971 e successivamente si specializza in Diritto Internazionale alla Columbia University di New York.
Inizia la sua carriera lavorando presso lo studio legale Chiomenti di Roma e lo studio Bergreen & Bergreen di New York.
In coppia con l'amico Cristiano Rattazzi (figlio di Susanna Agnelli), corre diverse gare sui circuiti italiani a bordo di una Fiat 500 Giannini. Inoltre viene registrata una sua partecipazione alla Marathon de la Route al Nürburgring nell'agosto del 1969, a bordo di una FIAT 125 S di serie.
L'avventura nei rally internazionali lo vede a fianco di Pino Ceccato, oltre che del già citato Cristiano Rattazzi, alla guida di FIAT 124 S e 125 S. Viene quindi chiamato da Cesare Fiorio per correre con la squadra Lancia ufficiale, in coppia con Daniele Audetto. Il primo rally corso dai due è il Rally d'Italia del 1971, a bordo di una Fulvia 1.6 Coupé HF; seguono quello dell'isola d'Elba, quello dei 999 minuti e il Rally del Medio Adriatico.

### Ferrari e le esperienze internazionali

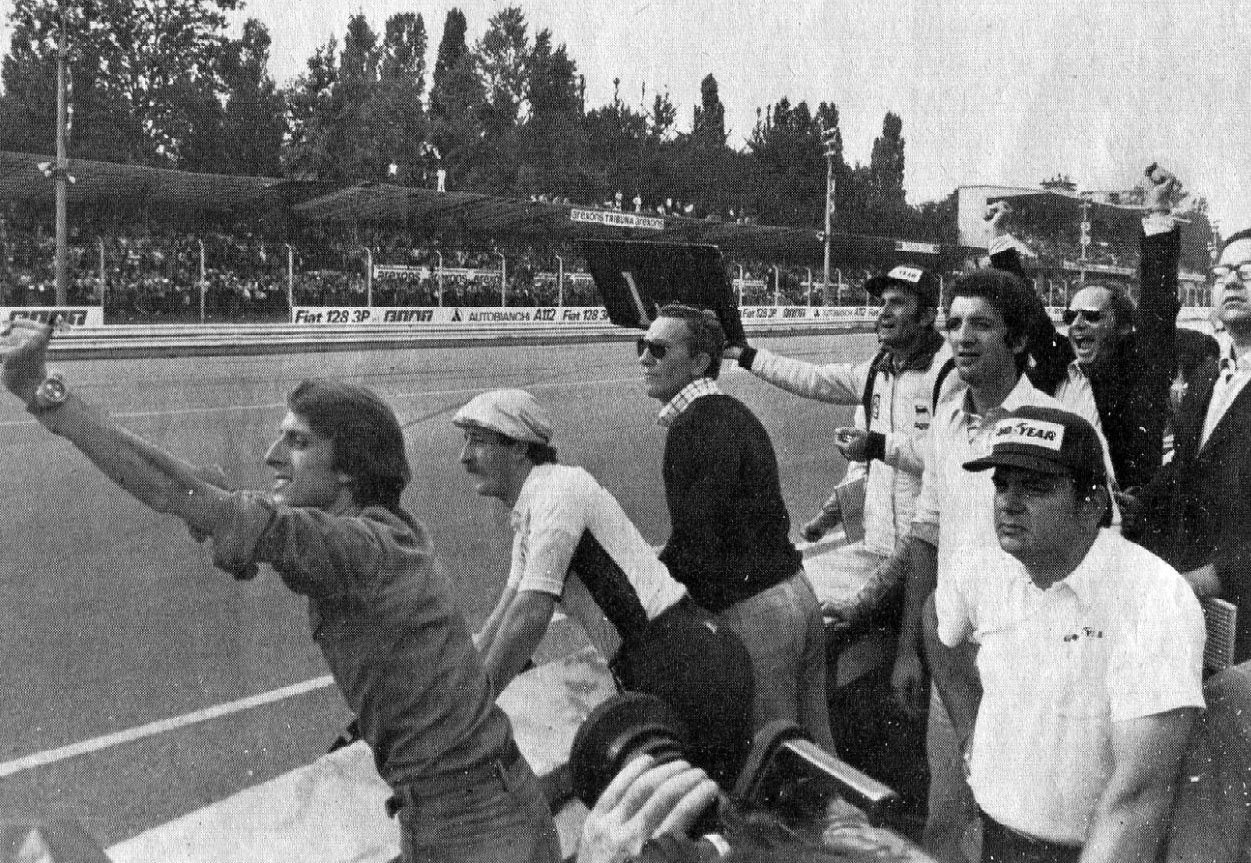
Montezemolo (a sinistra), team manager della Scuderia Ferrari, incita con tutto il box il suo pilota Clay Regazzoni negli ultimi giri del Gran Premio d'Italia 1975.

Nel 1973 entra in Ferrari come assistente di Enzo Ferrari e responsabile della Squadra Corse. Sotto la sua gestione la Ferrari vince il Campionato mondiale costruttori di Formula 1 per tre anni di seguito, dal 1975 al 1977, e due campionati mondiali piloti con Niki Lauda nel 1975 e 1977.
Lascia la Ferrari nel 1977 per diventare responsabile delle relazioni esterne alla FIAT e presidente della Sisport Fiat. Ricoprirà questo incarico fino al 1981. In seguito, viene nominato amministratore delegato della Itedi - Italiana Edizioni, holding che all'epoca controlla il quotidiano La Stampa e le altre attività del Gruppo FIAT nel settore editoriale.
Nel 1983 Montezemolo esce improvvisamente dal gruppo FIAT, in seguito ad una vicenda di "vendita" di incontri con alti dirigenti del gruppo. Nel 1984 rientra nel gruppo FIAT e fino al 1986 è amministratore delegato della Cinzano International, società dell'Istituto Finanziario Industriale (IFI), ed è il responsabile dell'organizzazione della partecipazione all'America's Cup di vela con l'imbarcazione Azzurra.

### Italia '90

Gianni Agnelli, Jas Gawronski e Luca Cordero di Montezemolo assistono a una partita della nel 1990.

Dal 1986 al 1990 Montezemolo assume l'incarico di direttore generale del comitato organizzatore del campionato mondiale di calcio 1990. Al termine dei Mondiali, assume la carica di vicepresidente esecutivo della Juventus e chiama ad allenare la squadra Gigi Maifredi, ma l'esito del primo campionato sarà deludente.
Dal 1990 al 1992 ricopre il ruolo di amministratore delegato della RCS Video. Sotto la sua gestione la RCS acquisisce quote della Carolco Pictures: l'affare si concluderà con una perdita di diverse centinaia di miliardi.
In seguito Montezemolo diventa membro del consiglio di amministrazione di TF1, canale televisivo francese.

### Il ritorno alla Ferrari

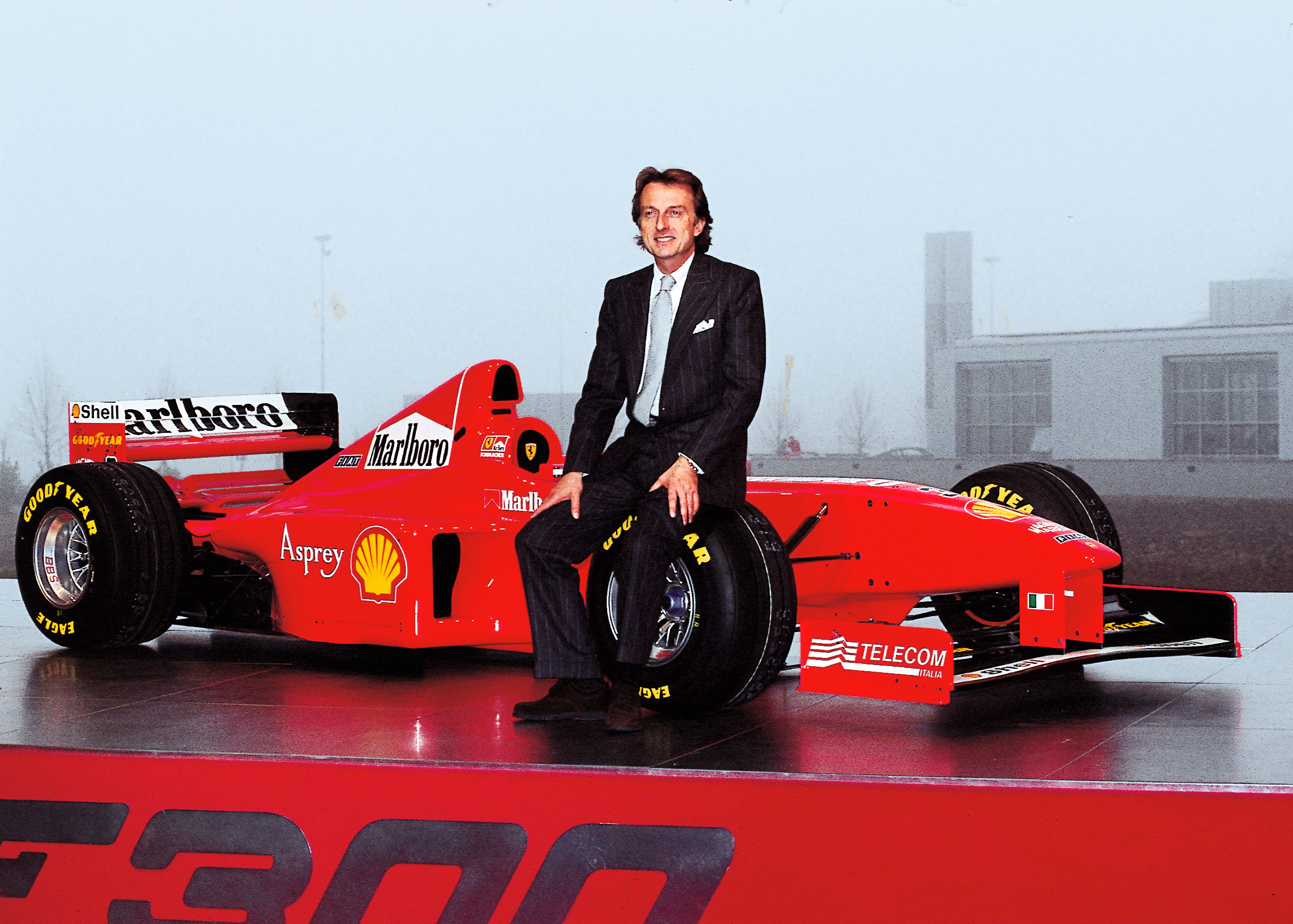
Montezemolo a Maranello nel 1998 per la presentazione della Ferrari F300

Torna alla Ferrari nel 1991 in qualità di Presidente (ruolo che ricoprirà fino al 2014) e di amministratore delegato (incarico che ricoprirà fino al 2006). Ingaggia Jean Todt; sotto la guida del francese la Ferrari, dopo 20 anni, vince nel 1999 il Campionato mondiale costruttori di Formula 1, e nel 2000, anche il Campionato mondiale piloti con Michael Schumacher. Il successo si ripete anche negli anni successivi: dal 2001 al 2004 la Ferrari conquista il titolo piloti e costruttori in Formula 1.
Nel 2007 la Scuderia Ferrari conquista, per la quindicesima volta, il titolo mondiale piloti e quello costruttori di Formula 1, nel 2008 vince per la sedicesima volta il Titolo Costruttori.

### Anche al vertice Fieg, Confindustria, Fiat, Maserati, Alitalia
Vice presidente onorario dal 1993 al 2005 del Bologna calcio; per sei anni, fino al giugno 2002, presidente degli industriali della Provincia di Modena e fino al luglio 2004 presidente della FIEG, la Federazione Italiana Editori Giornali. Nel maggio del 2004 Montezemolo viene nominato presidente del Gruppo Fiat e nello stesso mese è eletto presidente di Confindustria: guiderà l'associazione degli industriali per quattro anni, fino al 2008. Tra il 1997 e il 2005 assume anche il ruolo di presidente ed amministratore delegato di Maserati S.p.A. Il 21 febbraio 2011 rifiuta la presidenza del comitato per Roma olimpica.
Il 24 maggio 2013, in seguito all'incorporazione della Ferrari S.p.A. nella Ferrari N.V., diventa anche il presidente della holding. Il 13 ottobre 2014 lascia la presidenza della Ferrari N.V. e della Ferrari S.p.A., dopo la celebrazione dei sessant'anni della Ferrari in America. La presidenza è assunta dall'amministratore delegato della FCA, Sergio Marchionne.
Da novembre 2014 è presidente di Alitalia - SAI, incarico da cui si dimette il 14 marzo del 2017, pur rimanendo nel consiglio di amministrazione. Dal 10 febbraio 2015 fino al 2017 è presidente pro bono del comitato promotore della candidatura di Roma a sede dei Giochi olimpici estivi del 2024.

### Attività politica

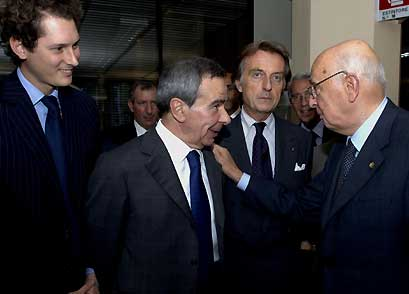
Montezemolo nel 2006 durante la visita a Torino di Giorgio Napolitano, nella sede de La Stampa, con John Elkann e il direttore Giulio Anselmi.

Per anni si discusse di un suo possibile ingresso in politica. Tuttavia nel 2003 la sua elezione a presidente di Confindustria smentisce una possibile discesa in campo; al termine del mandato, si fanno sempre più insistenti le voci di un suo possibile ingresso in politica.
Dal dicembre 2012 con il suo movimento politico, Italia Futura, entra a far parte della coalizione politica centrista Con Monti per l'Italia. Tale coalizione ha come leader e "candidato premier" Mario Monti.

### Il fondo Charme
Con Diego Della Valle, Isabella Seragnoli, Nerio Alessandri, Giovanni Punzo, Lorenzo Gorgoni, le famiglie Marsiaj e Montanari Montezemolo dà vita nel 2004 al fondo chiuso di diritto lussemburghese Charme Investments, con il quale acquisisce Poltrona Frau, Cassina e Ballantyne. Il fondo viene liquidato nel gennaio 2019 ma Montezemolo continua ad operare nel settore con il fondo Charme Capital Fund (Luca ha il 51%, il figlio Matteo, che ne è l'amministratore delegato, il 49%).

## Vita privata
Dopo essere stato marito di Sandra Monteleoni (matrimonio dichiarato nullo dalla Sacra Rota), dalla quale ha avuto il figlio Matteo nato il 7 aprile 1977, è stato il compagno di Barbara Parodi Delfino, dalla quale ha avuto la figlia Clementina, nata il 5 marzo 1981, e poi dell'attrice Edwige Fenech.
È stato sposato dal 7 luglio 2000 con Ludovica Andreoni, dalla quale ha avuto tre figli: Guia, nata il 23 aprile 2001, Maria, nata il 30 gennaio 2003, e Lupo, nato a Roma il 29 luglio 2010. Nel 2018 la coppia annuncia la separazione.

## Attività professionali

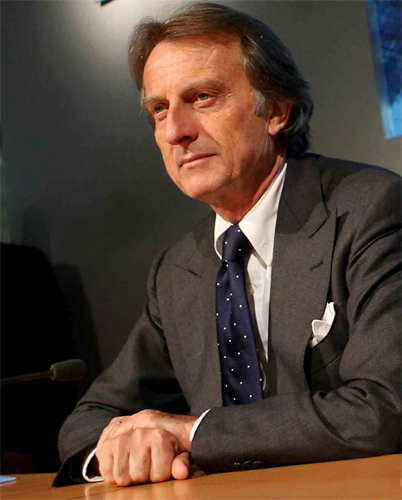
Montezemolo nel 2007

- ex Presidente della Ferrari S.p.A. (dal 1991 al 2014) di cui è stato anche Amministratore Delegato (fino a settembre 2006)
- ex Presidente della Ferrari N.V. (dal 2013 al 2014)
- ex Presidente della FIAT S.p.A. (dal 2004 al 2010)
- ex Presidente della Fiera Internazionale di Bologna
- ex Presidente di Alitalia - Società Aerea Italiana S.p.A..
- Presidente del comitato d'onore dei Giochi invernali di Torino 2006 (dal 2004 al 2006).[24]
- Presidente del comitato promotore della candidatura della città di Roma ai Giochi estivi del 2024 (dal 2015 al 2017)
- ex Presidente e cofondatore dell'associazione Italia Futura[25] (Luglio 2009)
- ex Vicepresidente di UniCredit[26] (dall'ottobre 2012). Di conseguenza il 24 ottobre 2012 lascia la presidenza della società di trasporto ferroviario NTV, che guidava sin dalla fondazione nel 2006[27]
- ex Presidente di Confindustria (dal 25 maggio 2004 al 13 marzo 2008)
- ex Presidente degli Industriali della provincia di Modena
- ex Presidente della FIEG (Federazione Italiana Editori Giornali)
- ex Presidente della LUISS (dal 2003 al 2010)
- ex Presidente della Maserati (dal 1997 al 2005)
- Presidente di NTV (Nuovo Trasporto Viaggiatori) dal 2006 al 2012 e dal 2017
- Presidente di Manifatture Sigaro Toscano S.p.A. dall'aprile 2018
- Presidente di Fondazione Telethon dal 20 giugno 2009, anche se la nomina del Consiglio di Amministrazione è del 7 luglio successivo
- Amministratore delegato della RCS Video
- Amministratore delegato della Cinzano International
- Consigliere di Amministrazione del quotidiano La Stampa
- Consigliere di Amministrazione del Gruppo francese PPR SA (Pinault/Printemps Redoute)
- Consigliere di Amministrazione di Tod's
- Consigliere di Amministrazione di Indesit Company
- Consigliere di Amministrazione di Campari
- Consigliere di Amministrazione di TF1
- Consigliere di Amministrazione di Unicredit Banca d'Impresa
- Consigliere di Amministrazione di Poltrona Frau

Fa parte del Consiglio Direttivo e della Giunta dell'Assonime. È membro dell'International Advisory Board di Citi Inc..
Nell'anno 2009 è stato il quarto manager italiano per stipendio. Nel 2012, con 5534000 €, è il terzo manager più pagato.

## Procedimenti giudiziari
Il 7 maggio 2012 Montezemolo è stato condannato dal Tribunale di Napoli a un anno di reclusione (con pena sospesa) per abuso edilizio commesso presso la propria villa ad Anacapri. Nell'ambito dello stesso processo è stato assolto dall'accusa di falso ideologico.

## Riconoscimenti
È stato citato dal "Financial Times" tra i cinquanta migliori manager del mondo nel 2003, nel 2004 e nel 2005. Gli sono state conferite quattro lauree honoris causa: in Ingegneria Meccanica dall'Università degli Studi di Modena, in Gestione Integrata d'Impresa dalla Fondazione CUOA di Vicenza, in Ingegneria Gestionale dall'Università degli Studi di Genova, in Ingegneria del Design industriale dal Politecnico di Milano. Gli è stato conferito, inoltre, un dottorato honoris causa in Fisica dei Materiali della SISSA (Scuola Internazionale Superiore di Studi Avanzati) di Trieste.
Nel 2001 il mensile statunitense Automobile Magazine consegna il premio Man of the Year 2001 al presidente della Ferrari. L'anno successivo la rivista inglese Autocar lo nomina "Uomo dell'Anno". Sempre nel 2002 riceve il premio "Leonardo" dall'Istituto per il Commercio Estero e da Confindustria.
Nel 2017 gli è stato attribuito alla Camera dei deputati il Premio America della Fondazione Italia USA.
Dal 2001 è cittadino onorario di Maranello e dal 2024 di Mondovì, città di origine della sua famiglia.